# Канкакі (Іллінойс)
Канкакі (англ. Kankakee) — місто на півночі США, в окрузі Канкакі, штат Іллінойс. Згідно перепису 2000 року, населення міста становило 27 561 осіб, за результатами перепису 2010 року воно практично не змінилося, лише трохи знизилося до 27 537. Місто є окружним центром однойменного округу.

## Географія
Канкакі розташоване за координатами 41°6′12″ пн. ш. 87°52′2″ зх. д. / 41.10333° пн. ш. 87.86722° зх. д. (41.103202, -87.867177).  За даними Бюро перепису населення США в 2010 році місто мало площу 37,86 км², з яких 36,61 км² — суходіл та 1,24 км² — водойми. В 2017 році площа становила 40,11 км², з яких 38,87 км² — суходіл та 1,24 км² — водойми.

## Демографія
Згідно з переписом 2010 року, у місті мешкало 27 537 осіб у 9646 домогосподарствах у складі 6001 родини. Густота населення становила 727 осіб/км².  Було 10935 помешкань (289/км²).
Расовий склад населення:
| - 45,6 % — білих - 40,8 % — чорних або афроамериканців - 0,7 % — азіатів - 0,3 % — корінних американців - 9,3 % — осіб інших рас |

До двох чи більше рас належало 3,3 %. Частка іспаномовних становила 18,5 % від усіх жителів.
За віковим діапазоном населення розподілялося таким чином: 28,4 % — особи молодші 18 років, 59,8 % — особи у віці 18—64 років, 11,8 % — особи у віці 65 років та старші. Медіана віку мешканця становила 32,2 року. На 100 осіб жіночої статі у місті припадало 95,8 чоловіків;  на 100 жінок у віці від 18 років та старших — 92,7 чоловіків також старших 18 років.
Середній дохід на одне домашнє господарство  становив 43 918 доларів США (медіана — 32 402), а середній дохід на одну сім'ю — 49 951 долар (медіана — 38 932). Медіана доходів становила 33 810 доларів для чоловіків та 32 908 доларів для жінок. За межею бідності перебувало 33,6 % осіб, у тому числі 46,5 % дітей у віці до 18 років та 18,0 % осіб у віці 65 років та старших.
Цивільне працевлаштоване населення становило 9603 особи. Основні галузі зайнятості: освіта, охорона здоров'я та соціальна допомога — 28,8 %, виробництво — 18,3 %, мистецтво, розваги та відпочинок — 11,0 %, роздрібна торгівля — 10,3 %.

## Відомі особистості
В поселенні народились:
- Мірна Кеннеді (1908-1944) — американська кіноакторка кінця епохи німого кіно та початку епохи звукових фільмів.
- Адам Кінзінгер (* 1978) — американський політик.
- Грегорі Кунде (* 1954) — американський оперний співак.